# 159-я стрелковая дивизия (3-го формирования)
159-я стрелковая дивизия (159 сд) — воинское формирование (соединение, стрелковая дивизия) РККА в Великой Отечественной войне.
Дивизия участвовала в боевых действиях:
- 12.07.1943-19.04.1945
- 09.08.1945-03.09.1945

Сокращённое наименование — 159 сд, после войны — в/ч 63557

## История
23 мая 1943 года во исполнение Приказа Ставки ВГК началось третье формирование 159-й стрелковой дивизии, штаб которой располагался в деревне Старый Рукав (ныне Сельское поселение Успенское, Ржевский район, Тверская область). Дивизия формировалась на базе 20-й курсантской и 132-й Чкаловской отдельных стрелковых бригад, имевших опыт двухлетних боев. Общий численный состав упомянутых бригад составлял 7721 человека (32-х национальностей), в том числе 835 средних и старших командиров, среди них были уже награжденные правительственными наградами: 99 человек — орденами, 446 — медалями.
12 июля 1943 года дивизия прибыла на Западный фронт и с 10 августа участвовала в Смоленской, Спас-Деменской, Ельнинско-Дорогобужской и Смоленско-Рославльской наступательных операциях. С 29 октября дивизия была включена в 5-ю армию Западного фронта и на реке Россасенка (западнее г. Рудня). В течение 24 дней её части, пройдя с боями свыше 60 км, освободили 67 нас. пунктов Смоленской области, уничтожив большое количество вражеских солдат. С середины октября она вела наступательные и оборонительные бои с упорно сопротивлявшимся и контратаковавшим противником в районе нас. пункта Боброво и на р. Россасенка (западнее г. Рудня). С 29 октября дивизия в составе 72-го стрелкового корпуса была подчинена 5-й армии и до конца декабря занимала оборону в районе Боброво. В начале января 1944 года она, совершив 75-километровый марш, вошла в состав 45-го стрелкового корпуса этой же армии и заняла оборону юго-восточнее и южнее Витебска в районе нас. пунктов Косачи, Лиозно. Здесь дивизия вела боевые действия вплоть до июня 1944 года
С 23 июня 1944 года части дивизии успешно действовали в Белорусской, Витебско-Оршанской операции Минской, Вильнюсской, Каунасской, Восточно-Прусской наступательных операциях
В июне 1945 года дивизия была переброшена на Дальний Восток в Приморскую группу войск. В ходе Советско-японской войны в августе — сентябре 1945 года она в составе 45-го стрелкового корпуса 5-й армии 1-го Дальневосточного фронта принимала участие в Харбино-Гиринской наступательной операции. Ее части, действуя на направлении главного удара 1-го Дальневосточного фронта, прорвали Волынский узел сопротивления японских войск и вышли к восточным отрогам хребта Тайпинлин. Наступая в трудных условиях горно-таежной местности, соединения 5-й армии овладели крупным узлом дорог — станцией Пограничная, городами Мулин, Муданьцзян, Гирин, форсировали реки Мулинхэ и Муданьцзян и сыграли важную роль в разгроме ряда соединений Квантунской армии.
В январе 1946 года 159-я стрелковая Витебская Краснознамённая орденов Суворова и Кутузова дивизия была расформирована.

## Полное название
159-я стрелковая Витебская Краснознамённая орденов Суворова и Кутузова дивизия

## Состав и награды
- 491-й стрелковый Неманский Краснознаменный полк

 (19 февраля 1945 года- за прорыв обороны немцев в Восточной Пруссии)
- 558-й стрелковый Краснознаменный ордена Кутузова полк

 (14 ноября 1944 года- за вторжение в Восточную Пруссию)
 (19 сентября 1945 года- за бои против Квантунской армии на Дальнем Востоке)
- 631-й стрелковый Витебский ордена Александра Невского полк

 (12 августа 1944 года- за прорыв обороны немцев на реке Неман)
- 597-й артиллерийский Краснознаменный орденов Кутузова и Александра Невского[9] полк

 (19 февраля 1945 года- за прорыв обороны немцев в Восточной Пруссии)
 (5 апреля 1945 года- — за взятие городов Хайльсберг и Фридланд)
- 136-й отдельный истребительно-противотанковый дивизион
- 498-й отдельный самоходно-артиллерийский дивизион (с 09.08.1945)
- 185-й отдельный сапёрный батальон
- 460-й отдельный батальон связи (ранее 150-я отдельная рота связи)
- 243-я отдельеная разведывательная рота
- 207-й отдельный медико-санитарный батальон
- 139-я отдельная рота химической защиты
- 206-я автотранспортная рота
- 445-я полевая хлебопекарня
- 910-й дивизионный ветеринарный лазарет
- 1667-я полевая почтовая станция (Полевая почта № 73855)
- 1623-я полевая касса Государственного банка.

## Подчинение
| Дата            | Фронт                     | Армия      | Корпус                 | Примечания |
| --------------- | ------------------------- | ---------- | ---------------------- | ---------- |
| 01.06.1943 года | Резерв ставки ВГК         | 68-я армия | -                      | -          |
| 01.07.1943 года | Резерв ставки ВГК         | 68-я армия | -                      | -          |
| 01.08.1943 года | Западный фронт            | 68-я армия | 62-й стрелковый корпус | -          |
| 01.09.1943 года | Западный фронт            | 68-я армия |                        | -          |
| 01.10.1943 года | Западный фронт            | 68-я армия |                        | -          |
| 01.11.1943 года | Западный фронт            | 68-я армия | 72-й стрелковый корпус | -          |
| 01.12.1943 года | Западный фронт            | 5-я армия  | 72-й стрелковый корпус | -          |
| 01.01.1944 года | Западный фронт            | 5-я армия  | 72-й стрелковый корпус | -          |
| 01.02.1944 года | Западный фронт            | 5-я армия  | 72-й стрелковый корпус | -          |
| 01.03.1944 года | Западный фронт            | 5-я армия  | 45-й стрелковый корпус | -          |
| 01.04.1944 года | Западный фронт            | 5-я армия  | 45-й стрелковый корпус | -          |
| 01.05.1944 года | 3-й Белорусский фронт     | 5-я армия  | 45-й стрелковый корпус | -          |
| 01.06.1944 года | 3-й Белорусский фронт     | 5-я армия  | 45-й стрелковый корпус | -          |
| 01.07.1944 года | 3-й Белорусский фронт     | 5-я армия  | 45-й стрелковый корпус | -          |
| 01.08.1944 года | 3-й Белорусский фронт     | 5-я армия  | 45-й стрелковый корпус | -          |
| 01.09.1944 года | 3-й Белорусский фронт     | 5-я армия  | 45-й стрелковый корпус | -          |
| 01.10.1944 года | 3-й Белорусский фронт     | 5-я армия  | 45-й стрелковый корпус | -          |
| 01.11.1944 года | 3-й Белорусский фронт     | 5-я армия  | 45-й стрелковый корпус | -          |
| 01.12.1944 года | 3-й Белорусский фронт     | 5-я армия  | 45-й стрелковый корпус | -          |
| 01.01.1945 года | 3-й Белорусский фронт     | 5-я армия  | 45-й стрелковый корпус | -          |
| 01.02.1945 года | 3-й Белорусский фронт     | 5-я армия  | 45-й стрелковый корпус | -          |
| 01.03.1945 года | 3-й Белорусский фронт     | 5-я армия  | 45-й стрелковый корпус |            |
| 01.04.1945 года | 3-й Белорусский фронт     | 5-я армия  | 45-й стрелковый корпус |            |
| 01.05.1945 года | Резерв ставки ВГК         | 5-я армия  | 45-й стрелковый корпус |            |
| 01.06.1945 года | Приморская группа войск   | 5-я армия  | 45-й стрелковый корпус | -          |
| 01.07.1945 года | Приморская группа войск   | 5-я армия  | 45-й стрелковый корпус | -          |
| 01.08.1945 года | 1-й Дальневосточный фронт | 5-я армия  | 45-й стрелковый корпус | -          |
| 01.09.1945 года | 1-й Дальневосточный фронт | 5-я армия  | 45-й стрелковый корпус | -          |

## Командование

### Командиры
- Богайчук, Демьян Иосифович (18.05.1943 — 22.11.1943), полковник
- Сыщук, Емельян Фёдорович (23.11.1943 — 06.12.1943), подполковник
- Калачёв, Василий Александрович (07.12.1943 — 29.01.1944), полковник
- Сыщук, Емельян Фёдорович (30.01.1944 — 11.03.1944), полковник
- Павлов, Иван Семёнович (12.03.1944 — 30.05.1944), полковник
- Самойленко, Василий Филиппович (03.06.1944 по 15.06.1944), полковник
- Калинин, Николай Васильевич (16.06.1944 — ??.01.1946), генерал-майор

### Заместители командира
- Сыщук, Емельян Фёдорович (26.08.1943 — 22.11.1943), подполковник.
- Сыщук, Емельян Фёдорович (07.12.1943 — 29.01.1944), полковник
- Сыщук, Емельян Фёдорович (12.03.1944 — 09.06.1944), полковник. 16 июня 1944 года умер от ран, полученных в боях.
- Майский, Иван Матвеевич (10.06.1944 — 02.07.1944), полковник
- Шишов, Фёдор Фёдорович (03.07.1944 — 05.08.1944), полковник 3 августа 1944 года подорвался на противотанковой мине и 5 августа 1944 года скончался от полученных ран.
- Максутов, Рахим-Сагиб Гареевич (??.11.1944 — 09.01.1945), генерал-майор

### Начальники штаба
- Сыщук, Емельян Фёдорович (18.05.1943 — 25.08.1943), подполковник
- Ларин Анатолий Дмитриевич, майор

## Награды и наименования
| Награда (наименование)            | Дата                                                            | За что награждена |
| --------------------------------- | --------------------------------------------------------------- | --- |
| Почётное наименование «Витебская» | Приказ Верховного Главнокомандующего № 0175 от 2 июля 1944 года | В ознаменование одержанной победы и за отличие в боях при прорыве обороны противника на оршанском направлении, активные и решительные действия, способствовавшие успеху Витебско-Оршанской операции.                                                                                                   |
| Орден Красного Знамени            | 25 июля 1944 года                                               | За образцовое выполнение заданий командования в боях с немецкими захватчиками, за овладение городом Вильнюс и проявленные при этом доблесть и мужество. |
| Орден Суворова II степени         | 12 августа 1944                                                 | За образцовое выполнение заданий командования в боях с немецкими захватчиками, за прорыв обороны немцев на реке Неман и проявленные при этом доблесть и мужество |
| Орден Кутузова II степени         | 19 сентября 1945                                                | За образцовое выполнение заданий командования в боях против японских войск на Дальнем Востоке при форсировании реки Уссури, прорыве Хутоуского, Мишаньского, Пограничненского и Дуннинского укрепленных районов, овладении городами Мишань, Яньцзи, Харбин, и проявленные при этом доблесть и мужество |

Личному составу 159-й стрелковой Витебской Краснознамённой орденов Суворова и Кутузова дивизии было объявлено семь благодарностей в приказах Верховного Главнокомандующего:
- За прорыв сильно укреплённой и развитой в глубину обороны Витебского укреплённого района немцев, южнее города Витебск, на участке протяжением 30 километров, продвижение в глубину за два дня наступательных боёв до 25 километров и расширение прорыва до 80 километров по фронту, а также освобождение более 300 населённых пунктов. 24 июня 1944 года. № 116.
- За освобождение столицы Литовской Советской Республики города Вильнюс от фашистских захватчиков. 13 июля 1944 года № 136.
- За форсирование реки Неман, прорыв сильно укрепленной обороны противника на западном берегу и овладение городом и крупной железнодорожной станцией Мариамполь, а так же важными узлами коммуникаций Пильвишки, Шостаков, Сейны. 31 июля 1944 года № 160.
- За овладение штурмом городом и крепостью Каунас (Ковно) — оперативно важным узлом коммуникаций и мощным опорным пунктом обороны немцев, прикрывающим подступы к границам Восточной Пруссии. 1 августа 1944 года № 161.
- За овладение мощными опорными пунктами обороны противника — Ширвиндт, Наумиестис (Владиславов), Виллюнен, Вирбалис (Вержболово), Кибартай (Кибарты), Эйдткунен, Шталлупенен, Миллюнен, Вальтеркемен, Пиллюпенен, Виштынец, Мелькемен, Роминтен, Гросс Роминтен, Вижайны, Шитткемен, Пшеросьль, Гольдап, Филипув, Сувалки на территории Восточной Пруссии. 23 октября 1944 года № 203.
- За овладение штурмом в Восточной Пруссии городом Инстербург — важным узлом коммуникаций и мощным укрепленным районом обороны немцев на путях к Кенигсбергу. 22 января 1945 года. № 240.
- За форсирование реки Уссури, прорыв Хутоуского, Мишаньского, Пограничненского и Дуннинского укрепленных районов японцев и овладение городами Мишань, Гирин, Яньцзи, Харбин. 23 августа 1945 года. № 372.

## Отличившиеся воины дивизии
| Награда | Ф. И. О.                          | Должность                                                     | Звание                          | Дата награждения                 | Примечания |
| ------- | --------------------------------- | ------------------------------------------------------------- | ------------------------------- | -------------------------------- | --- |
|         | Андреев, Алексей Сергеевич        | командир орудия батареи 45-мм пушек 491-го стрелкового полка  | Младший сержант                 | 24.03.1945                       | |
|         | Белов, Иван Леонович              | заместитель командира батальона 631-го стрелкового полка      | Капитан Красной Армии           | 24.03.1945                       | |
|         | Брагин, Василий Петрович          | командир отделения 491-го стрелкового полка                   | Младший сержант                 | 24.03.1945                       | |
|         | Вильдиманов, Алексей Владимирович | командир орудия 597-го артиллерийского полка                  | Красноармеец                    | 24.03.1945                       | |
|         | Волков, Михаил Евдокимович        | командир 558-го стрелкового полка                             | Подполковник Красной Армии      | 24.03.1945                       | |
|         | Галутва, Григорий Данилович       | командир батальона 558-го стрелкового полка                   | Майор Красной Армии             | 24.03.1945                       | |
|         | Горнов, Тимофей Яковлевич         | командир орудия 597-го артиллерийского полка                  | Старший сержант                 | 24.03.1945                       | |
|         | Коробов, Михаил Николаевич        | помощник командира взвода учебной роты дивизии                | Старший сержант                 | 24.03.1945                       | |
|         | Макридов, Николай Афанасьевич     | комсорг 493-го стрелкового полка                              | Старший лейтенант Красной Армии | 24.03.1945                       | |
|         | Попов, Андрей Андреевич           | командир орудия 597-го артиллерийского полка                  | Старший сержант                 | 24.03.1945                       | |
|         | Самохин, Иван Никитович           | наводчик орудия 558-го стрелкового полка                      | Сержант                         | 24.03.1945                       | |
|         | Серов, Николай Васильевич         | командир стрелкового взвода 491-го стрелкового полка          | Младший лейтенант Красной Армии | 24.03.1945                       | |
|         | Сурин, Мартын Акимович            | стрелок 631-го стрелкового полка                              | Красноармеец                    | 24.03.1945                       | |
|         | Тихоненко, Андрей Яковлевич       | пулемётчик 631-го стрелкового полка                           | Красноармеец                    | 24.03.1945                       | |
|         | Тихоненко, Андрей Яковлевич       | пулемётчик 631-го стрелкового полка                           | Красноармеец                    | 24.03.1945                       | 16.07.1944 р. Неман в р-не дер. Понемоники (Алитусский р-н Литов. ССР), огнём пулемёта способствовал переправе др. подразделений. При отражении контратак пр-ка уничтожил до 30 гитлеровцев. В критический момент боя взорвал гранатой себя и окруживших его врагов. |
|         | Хайрутдинов, Мингас Хайрутдинович | командир орудия 2-го дивизиона 597-го артиллерийского полка   |                                 | 24.03.1945                       | |
|         | Цуканов, Александр Иванович       | командир отделения отдельной зенитной пулемётной роты дивизии | Старший сержант                 | 23.07.1944 26.04.1945 13.04.1983 | |

## В дивизии служили
- Рогачёв, Василий Ефремович — Герой Социалистического Труда (1961)